# Jacinto Quincoces
Jacinto Francisco Fernández de Quincoces y López de Arbina (17. července 1905, Barakaldo – 10. května 1997, Valencie) byl španělský fotbalista. Hrával na pozici obránce.
Se španělskou reprezentací hrál na mistrovství světa roku 1934. Na tomto šampionátu byl federací FIFA zařazen i do all-stars týmu. Celkem za národní tým odehrál 25 utkání.
S Realem Madrid se stal dvakrát mistrem Španělska (1931/32, 1932/33) a získal dva španělské poháry (1933/34, 1935/36).